# 蔡斯米爾斯 (紐約州)
蔡斯米爾斯（英語：Chase Mills）是位於美國紐約州聖羅倫斯縣的非建制地區。

## 歷史
蔡斯米爾斯的郵局自1853年營運至今。

## 地理
蔡斯米爾斯所處的海拔為高於海平面82米（即269英呎），而該地所採用的時區為UTC-5，即北美东部时区（EST）。同時該地設有夏令時間，為UTC-5調快一小時，即UTC-4（EDT）。